# John C. Fleming
John Calvin Fleming, Jr. (Meridian, 5 luglio 1951) è un politico statunitense, membro della Camera dei Rappresentanti per lo stato della Louisiana dal 2009 al 2017 e tesoriere del medesimo stato a partire dall'8 gennaio 2024.

## Biografia
Nato e cresciuto nel Mississippi, dopo gli studi Fleming divenne medico e lavorò in vari stati prima di stabilirsi in Louisiana, dove fu coroner della parrocchia di Webster.
Membro del Partito Repubblicano, nel 2008 si candidò alla Camera dei Rappresentanti per il seggio lasciato dal compagno di partito Jim McCrery, riuscendo ad essere eletto deputato. Gli elettori lo riconfermarono poi nelle successive tornate elettorali.
Nel 2016 non chiese la rielezione alla Camera, candidandosi invece al Senato; Fleming non riuscì ad accedere al ballottaggio, risultando così non eletto.
Fleming è considerato un repubblicano piuttosto conservatore ed è vicino alle posizioni del Tea Party.